# Alitalia
Аліталія (італ. Alitália) — колишня італійська авіакомпанія. Був найбільшим авіаперевізником Італії та п'ятим за величиною в Європі. Штаб-квартира — в Римі, аеропорт Фіумічіно (Леонардо да Вінчі).
Заснована в 1946 під назвою Італійські міжнародні авіалінії (італ. Aerolinee Italiane Internazionali).
30 грудня 2008 розпочато процедуру об'єднання з італійською авіакомпанією Air One, 13 січня 2009 основний етап об'єднання був закінчений, внесено зміни до системи бронювання та скориговані розкладу рейсів. Результатом об'єднання, крім збільшення числа повітряних суден, стало збільшення числа напрямків по Італії до 74, а щотижневе число рейсів зросло до 2500. Рейси виконуються з шести аеропортів: Рим (Леонардо да Вінчі), Мілан (Мальпенса), Турин, Венеція (Марко Поло), Неаполь (Каподічіно) і Катанія (Фонтанаросса).
14 жовтня 2021 авіакомпанія здійснила останній рейс та була реорганізована у «Italia Trasporto Aereo» через банкрутство.

## Власники та керівництво
Уряду Італії належало 49,9 % акцій авіакомпанії. Капіталізація на біржі в Мілані на початок квітня 2007 — 1,38 млрд євро ($ 1 840 000 000).
20 листопада 2008 уряд Італії схвалив продаж Alitalia (до цього моменту вже кілька років перебувала у кризі і в серпні 2008 оголосила про банкрутство) консорціуму інвесторів Compagnia Aerea Italiana (САІ). Інвестори запропонували за акції компанії 1,052 млрд євро.

## Флот
Флот на вересень 2017